# Gyimóthy Géza
Gyimóthy Géza (Tata, 1952. március 12. –) magyar agrármérnök, politikus, országgyűlési képviselő, az Országgyűlés alelnoke 

## Életpályája
Az általános iskolát Naszályon járta ki. 1970-ben érettségizett szülővárosában, az Eötvös József Gimnáziumban. 1971–1976 között a Gödöllői Agrártudományi Egyetem állattenyésztés szakos hallgatója volt. 1976–1977 között a Felsőbabádi Állami Gazdaság gyakornoka és telephelyvezető-helyettese volt. 1977–1991 között a naszályi Dunavölgye Mgtsz állattenyésztési ágazatvezetője volt. 1979–1982 között a Budapesti Református Teológiai Akadémia hallgatója volt. 1984-től tatai református presbiter, 1990-től egyházmegyei tanácsbíró, 1997-től főjegyző. 1987-ben Tatán tüntetést szervezett a Munkásőrség és az MSZMP munkahelyi jelenléte ellen. 1988-ban elment a második lakiteleki találkozóra, s részt vett a tatai MDF-szervezet megalakításában. 2002–2013 között Herceghalomban az Állattenyésztési Kutatóintézetben dolgozott. 2013-ban nyugdíjba vonult.

### Politikai pályafutása
1988–1989 között az MDF tagja volt. 1990-től az FKGP tagja. 1990-ben, 1992-ben és 2002-ben országgyűlési képviselő-jelölt volt. 1990–1991 között az FKGP tatai városi elnöke, Komárom megye alelnöke, 1991-ben elnöke volt. 1991-ben a Földművelésügyi Minisztérium érdekvédelmi és tárcaközi ügyek főosztályvezetője volt. 1991–1992 között országos főtitkár-helyettes, 1992–1994 között, valamint 2001–2002 között főtitkár, 1994–2001 között és 2002–2003 között alelnök volt. 1994–1998 között a mezőgazdasági bizottság alelnöke volt. 1994–2002 között országgyűlési képviselő volt (1994–1998: FKGP, 1998–2001: FKGP, 2001–2002: Független). 1997–1998 között az Országgyűlés jegyzője, 1998–2001 között alelnöke volt. 2001–2002 között az emberi jogi, kisebbségi és vallásügyi bizottság tagja volt.

## Családja
Szülei: Gyimóthy Géza (1913–1977) református lelkész és Tálos Terézia (1919–1984) könyvelő voltak. 1978-ban házasságot kötött Nagy Julianna Klárával. Három gyermekük született: Gergely (1979), Géza (1981) és Lilla (1988). Testvérei, Gyimóthy Etelka (1949-2022), Gyimóthy Tibor (1953–) okleveles matematikus.

## Művei
- Politika az ige tükrében (2002)